# (38267) 1999 RB26
1999 RB26 (asteroide 38267) é um asteroide da cintura principal. Possui uma excentricidade de 0.10364900 e uma inclinação de 2.84915º.
Este asteroide foi descoberto no dia 7 de setembro de 1999 por LINEAR em Socorro.